# Club Social y Deportivo Flandria
O Club Social y Deportivo Flandria é uma instituição esportiva argentina fundada em 9 de fevereiro de 1941 por Julio Steverlynck. Uma das sua principais atividades é o futebol (sendo afiliado pela AFA desde 1947), na qual em 12 de junho de 2016 subiu a Primera B Nacional, sendo essa a sua maior façanha.

## História
Em 1941 em uma reunião de vizinhos de Jauregui, localidade que pertence a Luján, foi formada uma equipe de futebol, que disputou o seus primeiros jogos contra os times daquela região.
No mesmo ano o time conquistaria o título da Liga Lujanense.
Em 1947 o time se afiliaria na AFA e começou participar na Tercera de Ascenso da Argentina, e o seu primeiro jogo oficial foi uma vitoria de 5–3 contra o Alumni de Villa Urquiza.
Em 1952 o time se consagra campeão da Tercera División [antiga quarta divisão argentina] e consegue boas campanhas na Primera C [antiga terceira divisão argentina], onde saíram vice-campeões em 1953 e 1957.
No ano de 1972 conseguiu o acesso à Primera B [antiga segunda divisão argentina], o ascenso chegou pelo vice-campeonato obtido com 57 pontos na classificação.
Porém, apesar da boa campanha em 1977, em 1979 voltou à Primera C, depois de acabar na última colocação no campeonato.
Em 1998 voltou à Primera B, sendo campeão da Primera C [vice-campeão do Apertua e campeão do Clausura], e depois rebaixado na temporada de 2013–14.
Em 2014, o time conseguiu voltar à Primera B [terceira divisão] como campeão da Primera C [quarta divisão], onde ficou duas temporadas.
No dia 12 de junho de 2016, o clube foi campeão da Primera B e conseguiu o tão sonhado acesso à Primera B Nacional [segunda divisão] e na divisão de prata do futebol argentino ficou por duas edições.
O clube voltou a ser campeão da Primera B em 2021 e foi novamente promovido para a segunda divisão argentina (agora chamada de Primera Nacional).
Em 2023, depois de duas temporadas na segundona, o clube foi novamente rebaixado para a terceira divisão de 2024.

## Cronologia no Campeonato Argentino de Futebol
| Período           | Divisão  | Campeonato                             | Feito(s)                            |
| ----------------- | -------- | -------------------------------------- | ----------------------------------- |
| 1947 — 1949       | Terceira | Tercera División ou Primera Amateur    |                                     |
| 1950 — 1952       | Quarta   | Tercera de Ascenso ou Tercera División | Campeão de 1952                     |
| 1953 — 1972       | Terceira | Segunda División — Primera C           | Promovido como vice-campeão de 1972 |
| 1973 — 1979       | Segunda  | Primera B                              |                                     |
| 1980 — 1986       | Terceira | Primera C                              |                                     |
| 1986–87 — 1997–98 | Quarta   | Primera C                              | Campeão de 1997–98                  |
| 1998–99 — 2013–14 | Terceira | Primera B                              |                                     |
| 2014              | Quarta   | Primera C                              | Promovido como líder do Grupo B     |
| 2015 — 2016       | Terceira | Primera B                              | Campeão de 2016                     |
| 2016–17 — 2017–18 | Segunda  | Primera B Nacional                     |                                     |
| 2018–19 — 2021    | Terceira | Primera B                              | Campeão de 2021                     |
| 2022 — 2023       | Segunda  | Primera Nacional                       |                                     |
| 2024 —            | Terceira | Primera B                              |                                     |